# Tōkaidō
Tōkaidō (東海道) era originalment una regió geogràfica al Japó integrant del sistema Gokishichidō (五畿七道, cinc províncies i set districtes). Estava situada a la riba sud-est de l'illa de Honshu i el seu nom significa literalment «Camí del Mar de l'Est».
Les antigues quinze províncies que componien la regió eren:
- Província d'Iga
- Província d'Ise
- Província de Shima
- Província d'Owari
- Província de Mikawa
- Província de Tōtōmi
- Província de Suruga
- Província de Kai
- Província d'Izu
- Província de Sagami
- Província de Musashi
- Província d'Awa
- Província de Kazusa
- Província de Shimousa
- Província de Hitachi

## La ruta

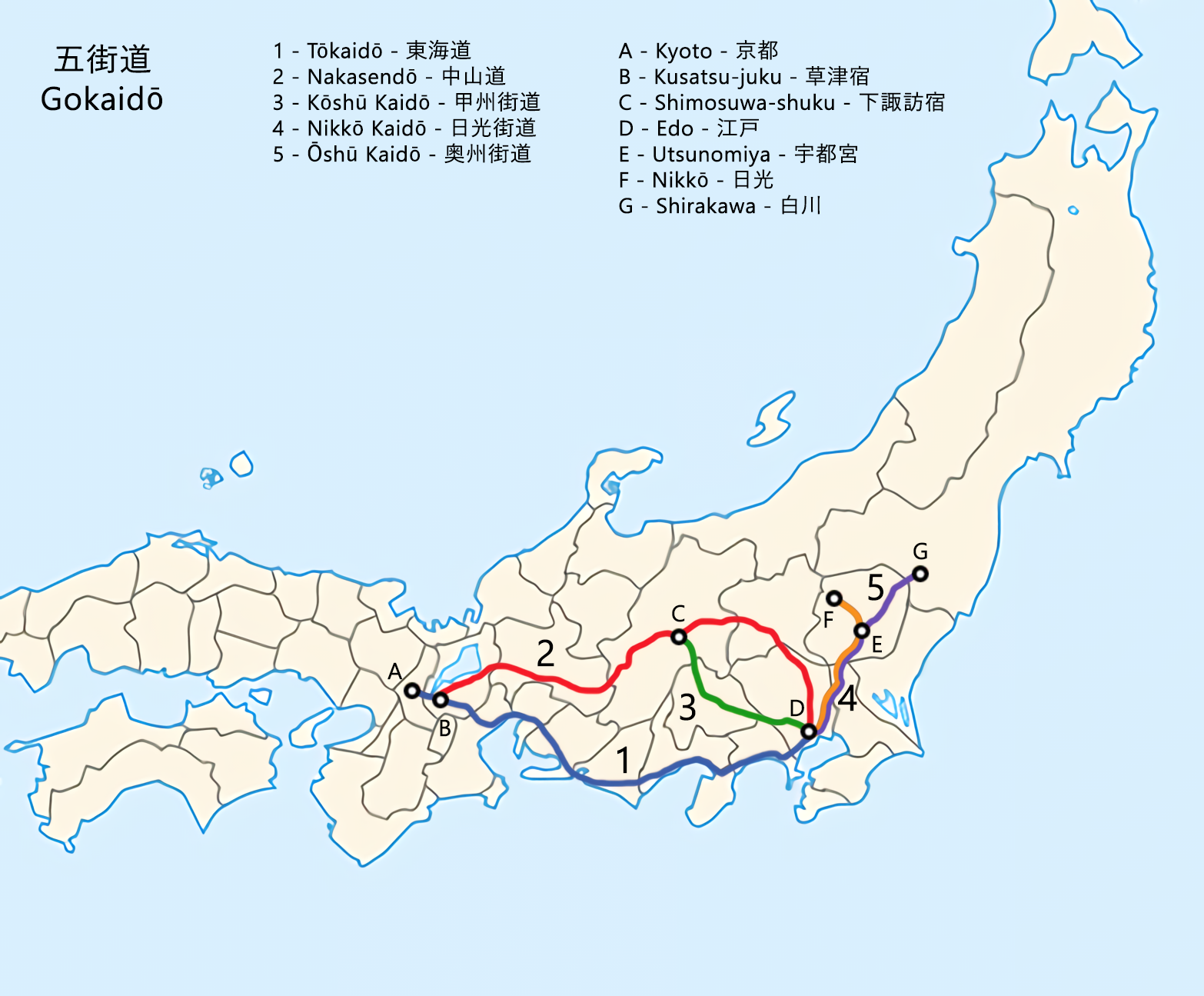
Gokaidō

El terme de Tōkaidō també es refereix al sistema de camins que connectaven les capitals (国府, kokufu) de cada província que integrava la regió. La ruta que seguia el Camí del Mar de l'Est era la més important de les Cinc Rutes (五街道 Gokaidō) que connectaven la capital Edo (avui Tòquio) amb les altres províncies durant el període Edo (època del shogunat Tokugawa, 1603-1868). La ruta enllaçava Edo amb l'antiga capital Kyoto.

## L'Ōsaka Kaidō
El 1619, es va establir l'Ōsaka Kaidō (大阪街道), també anomenada Kyōkaidō (京街道), l'ampliació de la ruta original (Tōkaidō) des de Kyoto fins a Osaka.

## Tōkaidō en l'actualitat
Avui el corredor de Tōkaidō és el més concorregut del Japó, connecta l'Àrea metropolitana de Tòquio (que inclou la capital i la segona ciutat més gran del Japó, Yokohama) amb Nagoya (la quarta) i Osaka (la tercera) via Kyoto. Diversos sistemes de vies i carreteres segueixen la ruta Tokyo-Nagoya-Kyoto-Osaka: la Línia Principal Tōkaidō del Japan Railways Group i el Tōkaidō Shinkansen (la línia més emprada del Shinkansen o tren d'alta velocitat), les línies Tōmei i Meishin, i la Ruta Nacional 1 (国道1号, Kokudō Ichi-gō), una de les autopistes principals. Avui dia encara es poden trobar restes de la carretera original.